# Représentations diplomatiques au Soudan du Sud

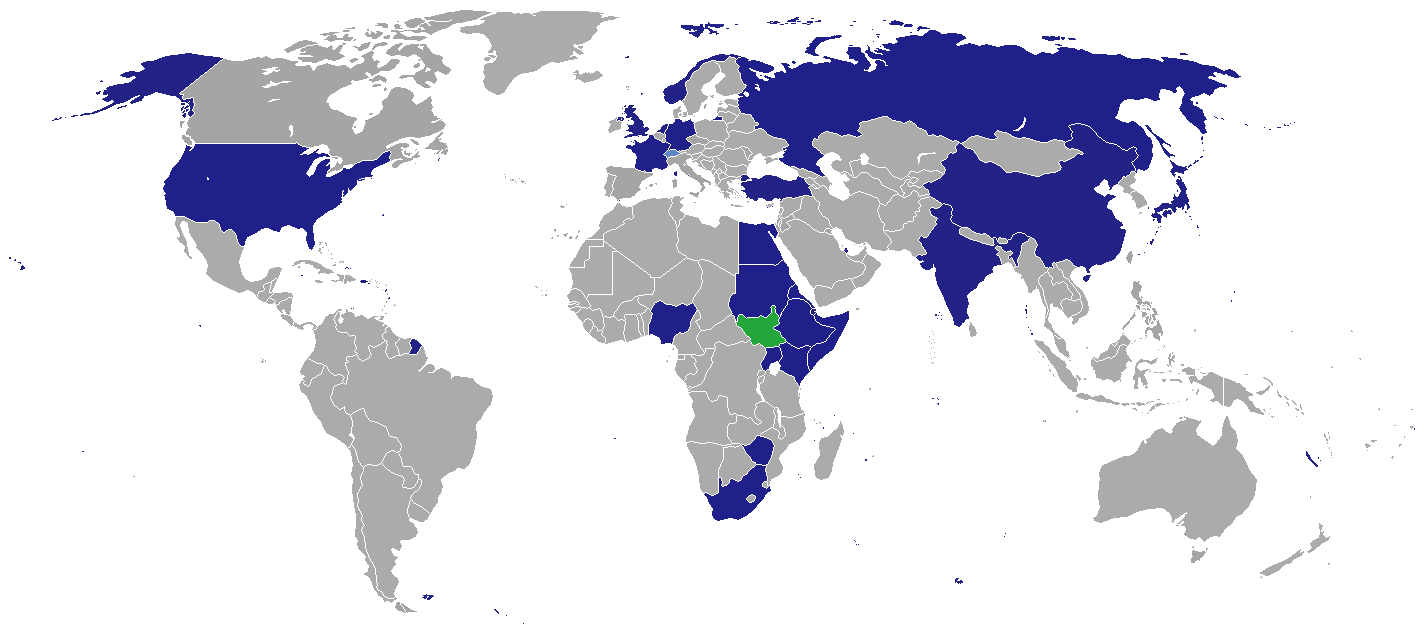
Représentations diplomatiques au Soudan du Sud

Voici une liste des représentations diplomatiques au Soudan du Sud. La capitale Djouba abrite actuellement 22 ambassades résidentes.

## Ambassades
| - Afrique du Sud - Allemagne - Canada - Chine - Djibouti - Égypte - Érythrée - États-Unis - Éthiopie - France - Inde | - Japon - Kenya - Nigeria - Norvège - Ouganda - Pays-Bas - Qatar - Royaume-Uni - Soudan - Turquie - Zimbabwe |

## Consulats et bureaux diplomatiques à Djouba
- Union européenne (EUAVSEC Soudan du Sud)[16]
- Libye (Consulat général)[17]
- Somaliland (Bureau de représentation)[18]
- Suède (Bureau de l'ambassade)[19]
- Suisse (Bureau de coopération et agence consulaire)[20]
- Nations unies (UNMISS)[21]

## Ambassades non-résidentes
| - Arabie saoudite (Kampala) - Argentine (Le Caire) - Australie (Addis-Abeba) - Autriche (Addis-Abeba) - Belgique (Kampala) - Bénin (Addis-Abeba) - Botswana (Nairobi) - Brésil (Addis-Abeba) - Bulgarie (Addis-Abeba) - Colombie (Nairobi) - Corée du Nord (Addis-Abeba) - Corée du Sud (Kampala) - Croatie (Le Caire) - Cuba (Addis-Abeba) - Danemark (Addis-Abeba) - Espagne (Khartoum) - Finlande (Addis-Abeba) - Ghana (Addis-Abeba) - Grèce (Addis-Abeba) - Guinée (Le Caire) - Hongrie (Le Caire) - Indonésie - Irlande (Addis-Abeba) - Israël (Jérusalem) - Italie (Addis-Abeba) | - Malaisie (Nairobi) - Mauritanie (Addis-Abeba) - Mexique (Addis-Abeba) - Pakistan (Addis-Abeba) - Palestine (Djibouti) - Philippines (Nairobi) - Pologne (Addis-Abeba) - Portugal (Addis-Abeba) - République arabe sahraouie démocratique (Addis-Abeba) - République tchèque (Addis-Abeba) - Roumanie (Khartoum) - Russie (Kampala) - Rwanda (Kampala) - Serbie (Addis-Abeba) - Somalie (Addis-Abeba) - Slovaquie (Nairobi) - Sri Lanka (Nairobi) - Suède (Khartoum) - Suisse (Addis-Abeba) - Tanzanie (Nairobi) - Thaïlande (Nairobi) - Ukraine (Addis-Abeba) - Vatican (Nairobi) - Venezuela (Khartoum) - Zambie (Nairobi) |